# رالف نورمان
رالف نورمان (بالإنجليزية: Ralph Norman)‏ هو سياسي أمريكي، ولد في 20 يونيو 1953 في روك هيل في الولايات المتحدة. حزبياً، نشط في الحزب الجمهوري. في انتخابات مجلس النواب الأمريكي 2016، انتخب عضو مجلس النواب الأمريكي عن دائرة South Carolina's 5th congressional district ‏ وقد انضم خلال فترته النيابية ‏ (26 يونيو 2017 – 3 يناير 2019)  للكتلة البرلمانية الحزب الجمهوري وانتخب عضو مجلس النواب الأمريكي (20 يونيو 2017 – ) وانتخب عضو مجلس نواب كارولاينا الجنوبية (2005 – 2006).

## وصلات خارجية
- الموقع الرسمي